# Холинергические синапсы
Холинергические синапсы — синапсы, в которых передача возбуждения осуществляется посредством ацетилхолина.

## Биохимия
Ацетилхолин синтезируется в цитоплазме окончаний холинергических нейронов. Образуется он из холина и ацетилкоэнзима А (митохондриального происхождения) при участии цитоплазматического фермента холинацетилазы (холин-ацетилтрансферазы). Депонируется ацетилхолин в синаптических пузырьках (везикулах). В каждом из них находится несколько тысяч молекул ацетилхолина. Нервные импульсы вызывают высвобождение ацетилхолина в синаптическую щель, после чего он взаимодействует с холинорецепторами.
По имеющимся данным, холинорецептор нервно-мышечных синапсов включает 5 белковых субъединиц (α, α, β, γ, δ), окружающих ионный (натриевый) канал и проходящих через всю толщу липидной мембраны. Две молекулы ацетилхолина взаимодействуют с двумя α-субъединицами, что приводит к открыванию ионного канала и деполяризации постсинаптической мембраны.

## Виды холинорецепторов
Холинорецепторы разной локализации обладают неодинаковой чувствительностью к фармакологическим веществам. На этом основано выделение так называемых
- мускариночувствительных холинорецепторов — м-холинорецепторы (мускарин — алкалоид из ряда ядовитых грибов, например мухоморов),
- никотиночувствительных холинорецепторов — н-холинорецепторы (никотин — алкалоид из листьев табака).

М-холинорецепторы расположены в постсинаптической мембране клеток эффекторных органов у окончаний постганглионарных холинергических (парасимпатических) волокон. Кроме того, они имеются на нейронах вегетативных ганглиев и в ЦНС — в коре головного мозга, ретикулярной формации). Установлена гетерогенность м-холинорецепторов разной локализации, что проявляется в их неодинаковой чувствительности к фармакологическим веществам.
Выделяют следующие виды м-холинорецепторов:
- м1-холинорецепторы в ЦНС и в вегетативных ганглиях (однако последние локализуются вне синапсов);
- м2-холинорецепторы — основной подтип м-холинорецепторов в сердце; некоторые пресинаптические м2-холинорецепторы снижают высвобождение ацетилхолина;
- м3-холинорецепторы — в гладких мышцах, в большинстве экзокринных желёз;

Основные эффекты веществ, влияющих на м-холинорецепторы,связаны с их взаимодействием с постсинаптическими м2- и м3-холинорецепторами

## Воздействие на холинорецепторы
Основные эффекты известных фармакологических веществ, влияющих на м-холинорецепторы, связаны с их взаимодействием с постсинаптическими м2- и м3-холинорецепторами.
Н-холинорецепторы находятся в постсинаптической мембране ганглионарных нейронов у окончаний всех преганглионарных волокон (в симпатических и парасимпатических ганглиях, мозговом слое надпочечников, синокаротидной зоне, концевых пластинках скелетных мышц и ЦНС (в нейрогипофизе, клетках Реншоу и др.). Чувствительность к веществам разных н-холинорецепторов неодинакова. Так, н-холинорецепторы вегетативных ганглиев (н-холинорецепторы нейронального типа) существенно отличаются от н-холинорецепторов скелетных мышц (н-холинорецепторы мышечного типа). Этим объясняется возможность избирательного блока ганглиев (ганглиоблокирующими препаратами) или нервно-мышечной передачи (курареподобными препаратами).
В регуляции высвобождения ацетилхолина в нейроэффекторных синапсах принимают участие пресинаптические холино- и адренорецепторы. Их возбуждение угнетает высвобождение ацетилхолина.
Взаимодействуя с н-холинорецепторами и изменяя их конформацию, ацетилхолин повышает проницаемость постсинаптической мембраны. При возбуждающем эффекте ацетилхолина ионы натрия проникают внутрь клетки, что ведет к деполяризации постсинаптической мембраны. Первоначально это проявляется локальным синаптическим потенциалом, который, достигнув определенной величины, генерирует потенциал действия. Затем местное возбуждение, ограниченное синаптической областью, распространяется по всей мембране клетки. При стимуляции м-холинорецепторов в передаче сигнала важную роль играют G-белки и вторичные мессенджеры (циклический аденозинмонофосфат – цАМФ; 1,2-диацилглицерол; инозитол(1,4,5)трифосфат).
Действие ацетилхолина очень кратковременно, так как он быстро гидролизуется ферментом ацетилхолинэстеразой (например, в нервно-мышечных синапсах или, как в вегетативных ганглиях, диффундирует из синаптической щели). Холин, образующийся при гидролизе ацетилхолина, в значительном количестве (50%) захватывается пресинаптическими окончаниями, транспортируется в цитоплазму, где вновь используется для биосинтеза ацетилхолина.

## Вещества, воздействующие на холинергические синапсы
Химические (в том числе фармакологические) вещества могут воздействовать на разные процессы, имеющие отношение к синаптической передаче:
- синтез ацетилхолина;
- высвобождение медиатора (например, карбахолин усиливает выделение ацетилхолина на уровне пресинаптических окончаний, а также ботулиновый токсин, препятствующий высвобождению медиатора);
- взаимодействие ацетилхолина с холинорецепторами;
- энзиматический гидролиз ацетилхолина;
- захват пресинаптическими окончаниями холина, образующегося при гидролизе ацетилхолина  (например, гемихолиний, который угнетает  нейрональный захват — транспорт холина через пресинаптическую мембрану).

Вещества, влияющие на холинорецепторы, могут оказывать стимулирующий (холиномиметический) или угнетающий (холиноблокирующий) эффект. Основой классификации таких средств является направленность их действия на определенные холинорецепторы. Исходя из этого принципа, препараты, влияющие на холинергические синапсы, могут быть систематизированы следующим образом:
- Средства, влияющие на м- и н-холинорецепторы
  - М,н-холиномиметики
    - ацетилхолин
    - карбахолин

  - М,н-холиноблокаторы
    - циклодол
- Антихолинэстеразные средства
  - физостигмина салицилат
  - прозерин
  - галантамина гидробромид
  - армин
- Средства, влияющие на м-холинорецепторы
  - М-холиномиметики (мускариномиметические средства)
    - пилокарпина гидрохлорид
    - ацеклидин
    - бетанехол

  - М-холиноблокаторы (антихолинергические, атропиноподобные средства)
    - атропина сульфат
    - метацин
    - платифиллина гидротартрат
    - ипратропия бромид
    - скополамина гидробромид
    - тропикамид
    - гоматропин
    - дицикловерин
    - дарифенацин
    - пирензепин (гастрозепин)
    - прифиний бромид
- Средства, влияющие на н-холинорецепторы
  - Н-холиномиметики (никотиномиметические средства)
    - цититон
    - лобелина гидрохлорид
    - никотин
    - анабазина гидрохлорид
    - гамибазин

  - Блокаторы н-холинорецепторов или связанных с ними ионных каналов
    - Ганглиоблокирующие средства
      - бензогексоний
      - пентамин
      - гигроний
      - пирилен
      - арфонад
      - трепирия йодид
      - пахикарпин

    - Курареподобные средства (миорелаксанты периферического действия)
      - тубокурарина хлорид
      - панкурония бромид
      - пипекурония бромид
      - векурония бромид

## См.также
- Холиномиметические средства[фин.][1][2]
- Синапс
- Ацетилхолин
- Никотин
- Мускарин